# Öster om Heden
Öster om Heden är ett musikalbum från 2009 av den svenska gruppen Perssons Pack. Skivan släpptes 18 februari 2009 och är den första helt nyinspelade skivan från gruppen sedan 1995. Den gick in på plats 4 på svenska albumlistan 27 februari 2009 och låg på topp 40 i totalt fem veckor.
Namnet är en ordlek på området Heden utanför Bollnäs, där frontmannen Per Persson sedan länge haft ett hus, och John Steinbecks verk Öster om Eden.
De flesta låtarna är nyskrivet material, men där finns även ett par nyinspelningar. "Ikväll tar vi över stan" fanns med på samlingsskivan Diamanter (2004) och nu är inspelad i ny version. Låten "När du är ung" fanns med på skivan Längre bortom bergen 1995 och innehåller nu nyskriven text. Dessutom finns "Bortom Månen och Mars" med, en låt som Per Persson skrev till en begravning och som sedan spelats in av Totta Näslund.

## Låtförteckning
| Nr | Titel                                        | Längd |
| -- | -------------------------------------------- | ----- |
| 1  | Bortom Månen och Mars                        | 04:10 |
| 2  | Dom är efter oss                             | 02:37 |
| 3  | Bura mig in                                  | 02:26 |
| 4  | Sångare utan orsak                           | 03:11 |
| 5  | Stenad i Stockholm (duett med Annika Norlin) | 04:03 |
| 6  | Krig och kärlek                              | 03:07 |
| 7  | Ikväll tar vi över stan                      | 05:02 |
| 8  | Taskiga tänder, spetsiga skor                | 03:40 |
| 9  | När du är ung                                | 03:06 |
| 10 | Från åsen till byn                           | 02:39 |

## Medverkande

### Perssons Pack
- Per Persson - sång, gitarr
- Magnus Lindh - dragspel, piano
- Niklas Frisk - gitarr
- Love Antell - gitarr, mandolin & kör
- Josef Zackrisson - bas, piano, orgel, gitarr, trummor, kör & blåsarrangemang
- Peppe Lindholm - trummor, slagverk & bongos

### Övriga
- Annika Norlin - sång (5)
- Magnus "Norpan" Eriksson - trummor & slagverk (1-2, 9)
- David Nyström - piano, stråk- & blåsarrangemang (6-7)
- Jesper Lindberg - banjo & gitarr (10)
- Magnus Jonsson - trumpet, trombon & blåsarrangemang
- Mats-Peter Krantz - tenorsaxofon & blåsarrangemang
- Hanna Ekströms - violin
- Victoria Lundell - violin
- Anna Manell - viola
- Anna Dager - cello